# هورست زوسي
هورست زوسي (بالإنجليزية: Horst Zuse)‏ (من مواليد 17 نوفمبر 1945) وهو عالم كمبيوتر ألماني.

## حياته
ولد هورست زوسي في عام 1945 وكان ابناً لرائد الكمبيوتر كونراد سوزه. درس الهندسة الكهربائية لأول مرة في جامعة برلين للتكنولوجيا وبعد ذلك أكمل شهادة الدكتوراه في المقياس البرمجي. عمل هورست زوسي كمساعد في الجامعة التقنية في برلين وكان أستاذًا في جامعة هوتششولي لاوزيتس (FH)، جامعة العلوم التطبيقية. ركز هورست على تاريخ علوم الكمبيوتر إلى جانب هندسة البرمجيات.

## كتبه
- المقياس البرمجي (والتر دي جروتر، 1997), (ردمك 3-11-015587-7)
- التدابير والأساليب (أنظمة معقدة للبرامج) (والتر دي جروتر, 1991), (ردمك 0-89925-640-6)

## وصلات خارجية
- Horst Zuse's website
- The Life and Work of Konrad Zuse by Horst Zuse, an extensive and well-written historical account of Horst Zuse's father's pioneering work